# Inn- und Hausruckviertler Hügelland
Koordinaten: 48° 14′ N, 13° 40′ O
Das Inn- und Hausruckviertler Hügelland ist die größte der 41 Oberösterreichischen Raumeinheiten und liegt im Inn- und Hausruckviertel.

## Lage

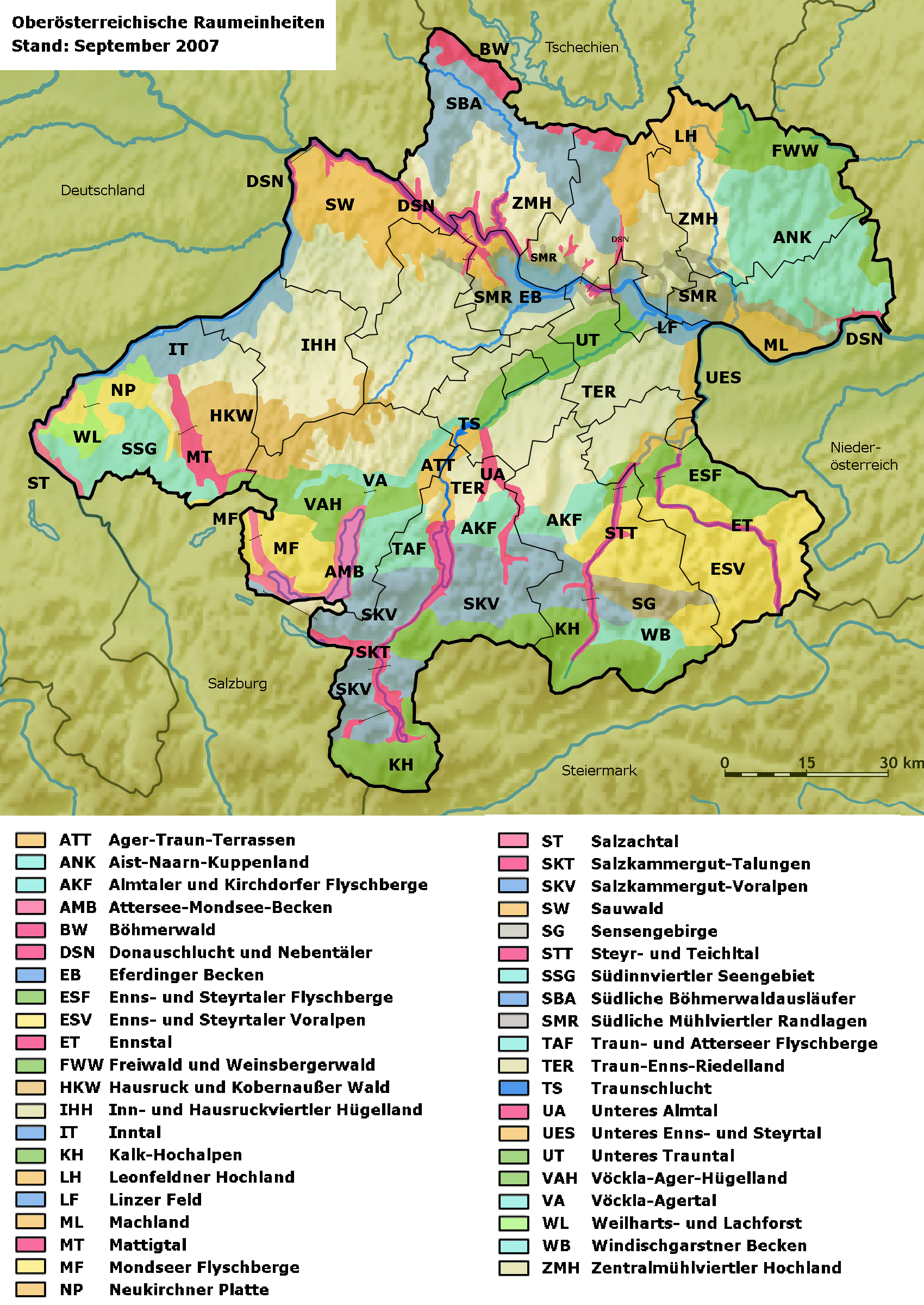
Raumeinheiten:, im westlichen Zentrum Oberösterreichs

Die Raumeinheit liegt in zehn Bezirken Braunau, Eferding, Grieskirchen, Linz, Linz-Land, Ried, Schärding, Vöcklabruck, Wels (Stadt) und Wels-Land.
Die Fläche des Inn- und Hausruckviertler Hügellandes beträgt 1758,52 km². Der tiefste Bereich liegt bei rund 350 m ü. A. bei Linz. Der höchste Bereich des Gebiets liegt am Rand des Kobernaußerwaldes mit rund 600 m ü. A.
Folgende Gemeindegebiete liegen gänzlich im Inn- und Hausruckviertler Hügelland (alphabetisch nach Bezirk geordnet): Polling im Innkreis, St. Veit, Scharten, Gallspach, Grieskirchen, Hofkirchen an der Trattnach, Kallham, Meggenhofen, Neumarkt im Hausruckkreis, Pram, Rottenbach, Schlüßlberg, St. Georgen, St. Thomas, Taufkirchen an der Trattnach, Tollet, Wallern an der Trattnach, Weibern, Wendling, Andrichsfurt, Eitzing, Hohenzell, Kirchheim im Innkreis, St. Martin im Innkreis, Lambrechten, Mehrnbach, Neuhofen im Innkreis, Pattigham, Ried im Innkreis, Senftenbach, Tumeltsham, Utzenaich, Weilbach, Wippenham, Altschwendt, Eggerding, Mayrhof, Dorf an der Pram, Riedau, Sigharting, Atzbach, Manning, Niederthalheim, Pitzenberg, Rutzenham, Ungenach, Aichkirchen, Bachmanning, Krenglbach, Offenhausen, Pennewang und Pichl bei Wels.
Die Raumeinheit ist von folgenden OÖ Raumeinheiten umgeben (Im Uhrzeigersinn, beginnend im Norden):
Sauwald, Südliche Mühlviertler Randlagen, Eferdinger Becken, Donauschlucht und Nebentäler, Unteres Trauntal, Traunschlucht, Vöckla-Agertal, Vöckla-Ager-Hügelland, Hausruck und Kobernaußerwald, Neukirchner Platte, Weilharts- und Lachforst und Inntal. Die Raumeinheit Mattigtal entzweit das Inn- und Hausruckviertler Hügelland.

## Charakteristik
- Hügel-Landschaft mit flachen Tälern, meist zwischen 350 und 500 Metern Seehöhe.
- Großräumiges Schlier- und Sandgebiet mit Decken- und Terrassenschotter in Randbereichen.
- Schottergebiete und -gruben werden sowohl industriell und für den Eigenbedarf genutzt.
- Viele kleine Waldflächen (ca. 15 % Waldanteil) existieren, die Fichten dominiert sind. Kleinwälder (Esche-Ahorn) sind oft naturnah. Buchen treten nur im südlichen Teil auf.
- Feingliederiges Gewässernetz, Bäche sind oft mäandrierend und meist unverbaut. Uferbegleitgehölze sind meist Schwarzerlen-Eschenwälder und naturnah. Innerhalb der Ortsgebiete sind die Flüsse reguliert und verbaut.
- Bei Landwirtschaft ist Ackerbau in ebenen Lagen (Mais, Getreide) vorherrschend, Wiesen finden sich vor allem in Günstlingslagen.
- Viele kleine Mager- und bunte Fettwiesen existieren. Feuchte, nährstoffreiche Wiesen und Feuchtbrachen sind noch zerstreut zu finden.
- Auffallende Kulturlandschaft mit großen Obstbaumwiesen und -zeilen (oft mehrere 100 m lang) sowie Einzelbäume, Hecken, Gebüsche, Böschungen meist vorhanden, nur in ebeneren Ackerbaugebieten seltener.
- Einige Kleinstädte (Ried, Grieskirchen, Schärding) liegen in der Raumeinheit, meist sind es bäuerlich geprägte, kleine Siedlungen. Vorherrschend hier sind Weiler, Einzelhöfe (Vierkant-, Vierseithof). Um die größeren Siedlungsgebiete gibt es eine starke Zersiedelung.